# 2023-as magyar birkózóbajnokság
A 2023-as magyar birkózóbajnokság a száztizenhatodik magyar bajnokság volt. A férfi kötöttfogású és szabadfogású, valamint a női szabadfogású bajnokságot is május 13-án rendezték meg Budapesten, a Kozma István Magyar Birkózóakadémián.

## Eredmények

### Férfi kötöttfogás
| Versenyszám | Arany                            | Arany | Ezüst                                   | Ezüst | Bronz                                                              | Bronz |
| ----------- | -------------------------------- | ----- | --------------------------------------- | ----- | ------------------------------------------------------------------ | ----- |
| 55 kg       | Gazdag Krisztián Pécsi EAC       |       | Losoncz Szabolcs Csepel TC              |       | Horváth Csaba Ceglédi VSE                                          |       |
| 60 kg       | Andrási József Bp. Honvéd        |       | Petrović Dejan Sziget SC                |       | Domokos Edmond Szigetvári BSE-KIMBA                                |       |
| 63 kg       | Kecskeméti Krisztián Ceglédi VSE |       | Végh Máté Bp. Honvéd-KIMBA              |       | Tóth Levente Ceglédi VSE                                           |       |
| 67 kg       | Torba Erik Bp. Honvéd            |       | Mányik Dávid Erzsébeti SMTK-KIMBA       |       | Bogdán Dániel Dél-Zselic SE-KIMBA                                  |       |
| 72 kg       | Lévai Levente Bp. Honvéd         |       | Váncza Krisztián István Ferencvárosi TC |       | Takács Zsolt Erzsébeti SMTK-KIMBAKlányi Krisztofer Dorogi AC-KIMBA |       |
| 77 kg       | Lévai Zoltán Bp. Honvéd          |       | Tóth Martin Bp. Honvéd                  |       | Vámos Antal Ferencvárosi TCTösmagi Attila Erzsébeti SMTK-KIMBA     |       |
| 82 kg       | Fritsch Róbert Bp. Honvéd        |       | Dömök Péter Ferencvárosi TC-KIMBA       |       | Marozsi Krisztián Bp. HonvédUbrankovics Norbert Vasas SC           |       |
| 87 kg       | Takács István Bp. Honvéd         |       | Szinay Csaba Diósgyőri VTK              |       | Szokol Levente Ferencvárosi TC-KIMBA                               |       |
| 97 kg       | Lévai Tamás Bp. Honvéd           |       | Szilvássy Erik Csepeli BC               |       | Almási Bence Vasas SC                                              |       |
| 130 kg      | Darabos László Bp. Honvéd        |       | Végh Artúr Érdi Spartacus               |       | Vitek Dárius Attila Bp. HonvédDeák Zoltán Tatabányai SC            |       |

### Férfi szabadfogás
| Versenyszám | Arany                                     | Arany | Ezüst                                     | Ezüst | Bronz                                                               | Bronz |
| ----------- | ----------------------------------------- | ----- | ----------------------------------------- | ----- | ------------------------------------------------------------------- | ----- |
| 57 kg       | Kocsis Ferenc Hajdúnánási Hódos Imre UDSE |       | Lengyel László Ferencvárosi TC-KIMBA      |       | Rácz Balázs Újpesti TE-KIMBA                                        |       |
| 61 kg       | Mizsei Zoltán Máté Ferencvárosi TC-KIMBA  |       | Gilányi Alex Balkányi SE-KIMBA            |       | Perlaki Norbert Nagykőrösi BE                                       |       |
| 65 kg       | Budai-Kovács Marcell Csepel TC-KIMBA      |       | Egyed Balázs Vasas SC                     |       | Manczák Máriusz Ruben Ferencvárosi TC                               |       |
| 70 kg       | Molnos Norbert Kiskunfélegyházi BSE       |       | Németh Zsolt Szigetvári BSE               |       | Biblia Róbert Kiskunfélegyházi BSE-KIMBAMráz Zoltán Csepel TC-KIMBA |       |
| 74 kg       | Muszukajev Iszmail Ferencvárosi TC        |       | Nagy Marcell Csepel TC-KIMBA              |       | Major Zoltán Csepel TC-KIMBA                                        |       |
| 79 kg       | Kuramagomedov Murad Tatabányai SC         |       | Jochim Márk Orosházi Spartacus            |       | Nagy Péter András Bozsósport SEHajduch Nándor Milán Szarvasi BE     |       |
| 86 kg       | Lukács Botond Csepeli BC                  |       | Zsivnovszky Péter Zsombor Sziget SC-KIMBA |       | Gangl Zétény Soltvadkerti TE-KIMBAVida Csaba Kecskeméti TE          |       |
| 92 kg       | Arszunkajev Musza Vasas SC                |       | Juhász Balázs Kecskeméti TE               |       | Veszeli Dániel Kristóf Csepel TCRein Vilmos József Kertvárosi SE    |       |
| 97 kg       | Végh Richárd Érdi Spartacus-KIMBA         |       | Angyal Krisztián Csepeli BC-KIMBA         |       | Seregi Balázs Iván Ferencvárosi TC-KIMBA                            |       |
| 125 kg      | Bajcajev Vlagyiszlav Csepel TC            |       | Wittmann Kristóf Haladás VSE              |       | Molnár Tamás Érdi Spartacus                                         |       |

### Női szabadfogás
| Versenyszám | Arany                                  | Arany | Ezüst                                | Ezüst | Bronz                              | Bronz |
| ----------- | -------------------------------------- | ----- | ------------------------------------ | ----- | ---------------------------------- | ----- |
| 50 kg       | Macola Darina Niké Alba Regia SC       |       | Beringer Fatime Sziget SC            |       | Fáth Bianka Bp. Honvéd-KIMBA       |       |
| 53 kg       | Szekér Szimonetta Bp. Honvéd           |       | Matyi Vivien Erzsébeti SMTK-KIMBA    |       | Tóth Zsanett Dorka Kecskeméti BC   |       |
| 55 kg       | Szenttamási Róza Csepel TC-KIMBA       |       | Márai Csenge Sziget SC               |       | Pál-Kutas Réka Kazincbarcikai VSE  |       |
| 57 kg       | Galambos Ramóna Bp. Honvéd             |       | Terék Gerda Bp. Honvéd-KIMBA         |       | Iváncsics Babita Tököli BSE-KIMBA  |       |
| 59 kg       | Borsos Viktória Kispesti NSI-KIMBA     |       | Szabó Nikolett Ferencvárosi TC-KIMBA |       | Kopasz Hanna Kertvárosi SE         |       |
| 62 kg       | Szél Anna Orosházi Spartacus           |       | Soliman Yasmine Pécsi EAC-KIMBA      |       | Reseterits Fanni Büki BC           |       |
| 65 kg       | Elekes Enikő Kőbánya SC-KIMBA          |       | Oláh Csenge Kispesti NSI             |       | Baljer Roxána Érdi Spartacus-KIMBA |       |
| 68 kg       | Szabados Noémi Ferencvárosi TC-KIMBA   |       | Pók Karolina Vasas SC                |       | Terék Fruzsina Bp. Honvéd-KIMBA    |       |
| 72 kg       | Osváth-Nagy Noémi Egri VSI-KIMBA       |       | Busa Réka Vasas SC                   |       | Virág Zsófia Soltvadkerti TE-KIMBA |       |
| 76 kg       | Nyikos Veronika Dunaújvárosi KSE-KIMBA |       | Nagy Fanni Csepel TC                 |       | Lázár Réka Pécsi EAC               |       |